# Elektra Fence
Julián Riley, conocido profesionalmente como Elektra Fence, es una drag queen inglesa quien es conocida por ser concursante de la tercera temporada de RuPaul's Drag Race UK en 2021.

## Biografía
Julián Riley nació en Burnley, Lancashire, de padres con parálisis cerebral. Tiene tres hermanos, uno de ellos murió cuando Riley era adolescente. Más tarde comenzó a actuar como drag con el nombre artístico Elektra Fence, un nombre que eligió después de que un video de ella tocando una valla electrificada se hiciera viral en las redes sociales. En 2021, Fence fue anunciada como una de las concursantes de la tercera temporada de RuPaul's Drag Race UK. En el primer episodio, se ubicó entre los dos últimos lugares contra Anubis Finch y ganó el lip sync con la canción "Sweet Melody" de Little Mix. La semana siguiente, se encontró de nuevo entre los dos últimos lugares esta vez con Vanity Milan y fue eliminada después de hacer lip sync con la canción "Moving on Up" de M People.
En 2022, Fence fue objeto de un ataque homofóbico en un tren. Más tarde ese año, se embarcó en el RuPaul's Drag Race UK: The Official Tour juntó con el elenco de la tercera temporada.

## Filmografía

### Televisión
| Año  | Título                | Notas                                    | Ref    |
| ---- | --------------------- | ---------------------------------------- | ------ |
| 2021 | RuPaul's Drag Race UK | Concursante temporada 3 (undécimo lugar) | [ 13 ] |

### Teatro
| Año  | Título                                   | Promotor                      | Ubicaciones | Ref    |
| ---- | ---------------------------------------- | ----------------------------- | --- | ------ |
| 2022 | RuPaul's Drag Race UK: The Official Tour | Voss Events / World of Wonder | Ipswich, Oxford, Edinburgh, Glasgow, Newcastle, Nottingham, Bournemouth, Southend, Manchester, Sheffield, Blackpool, Llandudno, Birmingham, Cardiff, Liverpool, Basingstoke, Portsmouth, Plymouth, London, Derby, Bristol, Bradford, Aberdeen, Southampton, Stockton, Brighton and Newport | [ 12 ] |